# Jürgen Schult
Jürgen Schult (født 11. maj 1960 i Amt Neuhaus, Østtyskland) er en tysk tidligere atletikudøver, der har vundet guld i diskoskast ved både OL, VM og EM, ligesom han i adskillige år var indehaver af verdensrekorden i disciplinen med et kast på 74,08 m, en rekord der stod fra 1986 til 2024.

## Karriere
Schult vandt sit første østtyske mesterskab i 1983, en præstation han gentog hvert år frem til 1990. I 1984 kastede han sit hidtil bedste med 68,82 m, og året efter forbedrede han sin personlige rekord til 69,74. Kronen på værket kom ved et stævne i Neubrandenburg i 1986, hvor han forbedrede sovjetiske Jurij Dumtjevs verdensrekord fra 71,86 m, sat i 1983, til 74,08 m, en rekord stod, indtil litaueren Mykolas Alekna overtog rekorden i 2024. Schult blev derpå verdensmester i disciplinen i Rom i 1987.
Ved OL 1988 i Seoul var han derfor favorit, og han klarede da også kvalifikationskravet til finalen på 64,00 m med et kast på 64,70 m. I finalen kastede han 68,82 m i første forsøg, hvilket var ny olympisk rekord, og det var nok til at vinde konkurrencen. Nummer to blev Romas Ubartas fra Sovjetunionen med 67,48 m, mens vesttyskeren Rolf Danneberg blev nummer tre med 67,38. Schult var så overlegen, at fire af hans kast i finalen var bedre end det bedste af Ubartas'.
Han fortsatte med at være i den absolutte elite i diskoskast de følgende år, hvor han blandt andet vandt EM i Split i 1990. Ved OL 1992 i Barcelona stillede han op for det nu forenede Tyskland og var blandt favoritterne sammen med en anden tysker, Lars Riedel (verdensmester fra 1991), og Ubartas (sølvvinderen fra OL 1988), der nu stillede op for Litauen. Schult klarede da også kvalifikationskravet på 63,00 m med et kast på 63,46 m i andet forsøg, men Ubartas var bedst i kvalifikationen med 66,08 m, mens Riedel ikke klarede kravet. I finalen kastede Schult 64,24 m i første forsøg og førte konkurrencen frem til femte kast, hvor han forbedrede sit resultat til 64,94 m, men samtidig kastede Ubartas 65,12 m, hvilket sikrede ham guldet. Schult vandt sølv, mens cubaneren Roberto Moya vandt bronze med 64,12 m.
I resten af sin karriere stillede han op for det forenede Tyskland, og ved VM i 1993 i Stuttgart vandt han bronze, ved EM i 1994 i Helsinki ligeledes bronze. Ved OL 1996 i Atlanta måtte han tage til takke med en sjetteplads, mens han ved VM 1997 i Athen vandt en ny bronzemedalje. I 1998 vandt han EM-sølv i Budapest, og sin sidste internationale medalje vandt han ved VM i 1999, hvor det blev til sølv. Hans sidste store internationale konkurrence var OL 2000 i Sydney, hvor han endte på en ottendplads.
Ud over EM-, VM- og OL-medaljerne vandt han også Europa Cuppen tre gange (1983, 1989 og 1999), blev nummer to fire gange og nummer tre én gang. Han blev mester i det forenede Tyskland én gang (1999) og nummer to seks gange.

### Kontroverser
I den sidste landskamp i 1988 mellem Vest- og Østtyskland inden genforeningen af de to lande vakte det opsigt, at Schult nægtede at tage imod lykønskning med sejren fra sin tidligere østtyske holdkammerat, Wolfgang Schmidt, der nu var blevet vesttysker.
Efter genforeningen af Tyskland blev Schult anklaget for systematisk doping. Anklagerne kom dels fra den (vest)tyske kvindelige diskoskaster Brigitte Berendonk, dels fra papirer fra det tidligere østtyske militære medicinske akademi. Anklagen gik på, at Schult skulle have indtaget store doser af anabole steroider i perioden 1981-1984. Schult har dog hele tiden nægtet at have taget steroiderne.

## Videre karriere
Schult var uddannet maskinkonstruktør i DDR, men læste senere sportsvidenskab. Han blev træner og var landstræner i diskoskast i 2001. I 2011 blev han ansvarlig for alle de tekniske atletikdiscipliner i Tyskland.